# انفجار بی‌نظم
انفجار بی‌نظم عبارت است از انفجاری که در آن واکنشگرها دچار دگرگونی‌های بزرگی می‌شوند در حالی که گرمای چندانی تولید نمی‌شود. تجزیه شیمیایی تری استون تری پراکسید نمونه ای از این نوع انفجار است.